# Orchies
Orchies (Nederlands: Oorschie) is een stad in het Franse Noorderdepartement (Frans: département du Nord). De gemeente telde 8.390 inwoners op 1 januari 2022. Soms wordt de naam vervlaamst tot Oorschie.

## Geografie
De oppervlakte van Orchies bedroeg op 1 januari 2022 10,92 vierkante kilometer; de bevolkingsdichtheid was toen 768,3 inwoners per km².

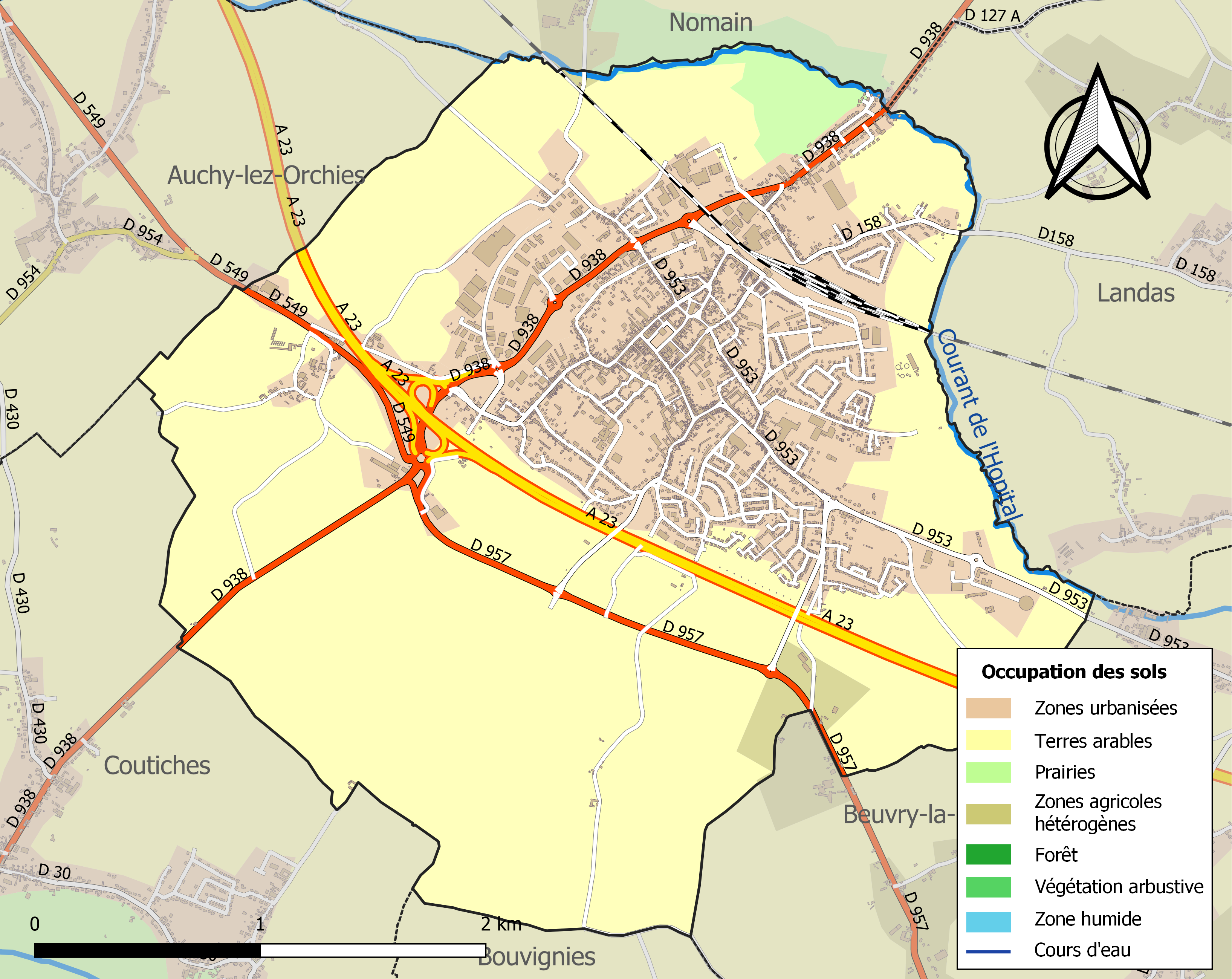
Kaart van de gemeente met de belangrijkste infrastructuur, bodemgebruik en omliggende gemeenten

## Geschiedenis

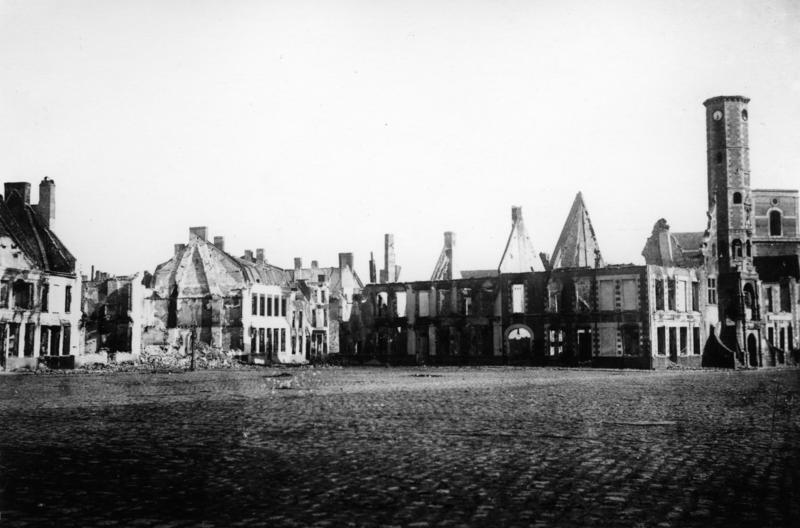
Het verwoeste centrum van Orchies in 1914

Orchies was een zelfstandige heerlijkheid van het graafschap Vlaanderen aan de zeer oude weg Atrecht-Doornik. De stad behoorde tot Rijsels-Vlaanderen, een streek in de Zuidelijke Nederlanden die na de Tachtigjarige Oorlog onder Spaans gezag bleef. Ten tijde van de expansies onder Lodewijk XIV van Frankrijk kwam de stad, evenals Rijsel, Douai en Artesië, in bezit van Frankrijk (verdrag van Aken, 1668).
Tijdens de Eerste Wereldoorlog werd de stad in 1914 verwoest. In oktober 1918 werd Orchies bevrijd.

## Bezienswaardigheden
- De Onze-Lieve-Vrouw Hemelvaartkerk (Église Notre-Dame de l'Assomption) werd vernield tijdens de twee wereldoorlogen en herbouwd in classicistische stijl. Hij heeft een carillon van 42 klokken.
- De Tour à Diables is een ronde toren die 13e-eeuws overblijfsel van de stadsmuur is.
- Het Stadhuis van Orchies werd gebouwd in 1610, vernield tijdens de Eerste Wereldoorlog en hersteld in 1927. Het is voorzien van een bescheiden belfort dat bijgenaamd le moutadier (de mosterdpot) is.

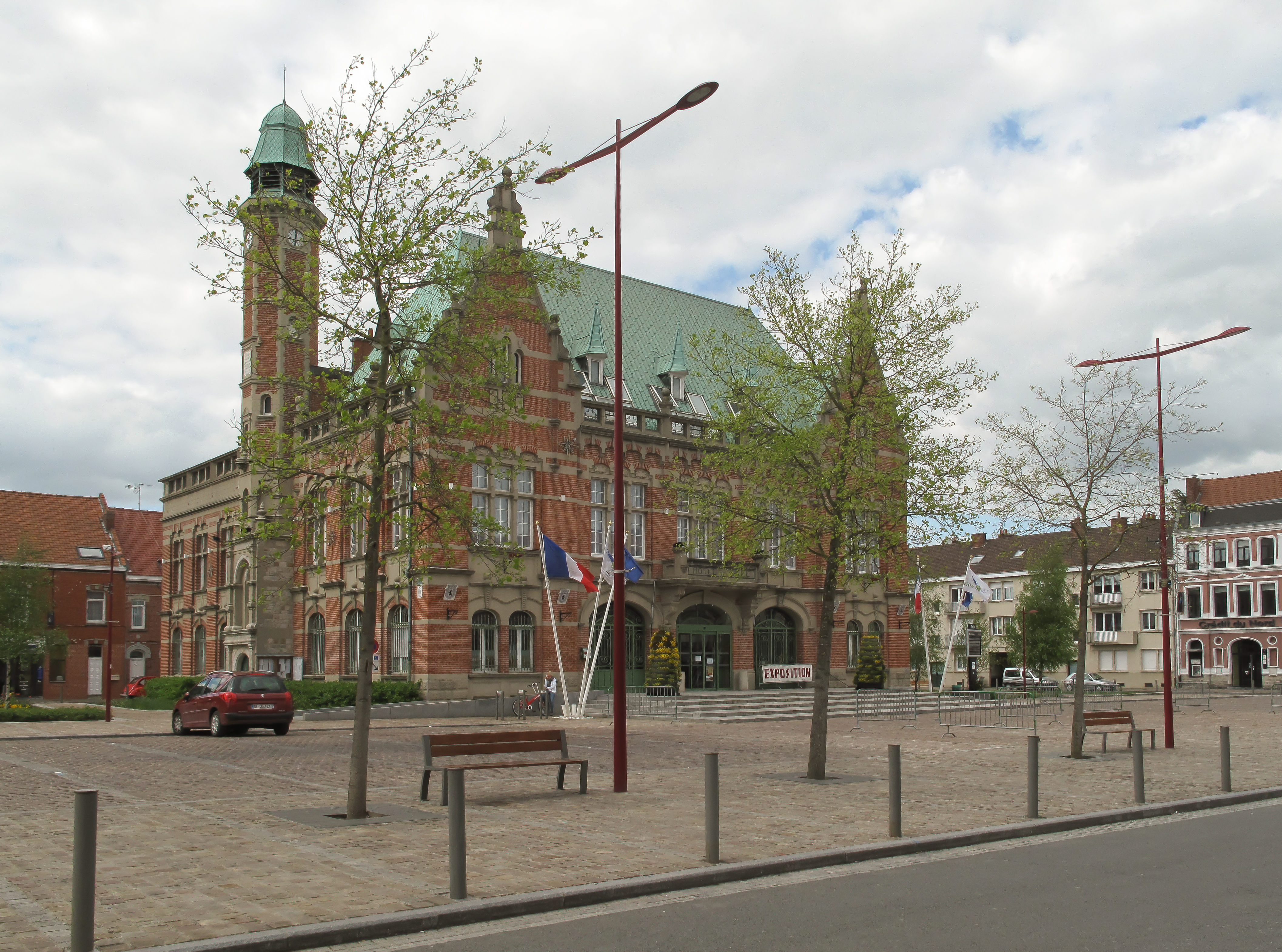
Stadhuis

## Natuur en landschap
Orchies stond bekend om de teelt van cichorei. De noordgrens wordt gevormd door de Courant de l'Hôpital. De hoogte aan de kerk bedraagt 41 meter.

## Demografie
Onderstaande figuur toont het verloop van het inwonertal (bron: INSEE-tellingen).

## Verkeer en vervoer
In de stad bevindt zich het station van Orchies.
Orchies ligt aan de autosnelweg A23. Van noord naar zuid loopt door de stad de weg van Doornik naar Douai.

## Sport
De Secteur pavé d'Orchies is een van de kasseistroken uit het parcours van de wielerklassieker Parijs-Roubaix. Ook het tweede deel van de secteur pavé de Beuvry-la-Forêt à Orchies ligt in Orchies.

## Nabijgelegen kernen
Auchy-lez-Orchies, Mouchin, Landas, Beuvry-la-Forêt, Bouvignies, Coutiches